# Marcin Jałocha
Marcin Jałocha, född den 17 mars 1971 i Krakow, Polen, är en polsk fotbollsspelare som tog OS-silver i fotbollsturneringen vid de olympiska sommarspelen 1992 i Barcelona. 